# Råsunda Idrottssällskap
Il Råsunda Idrottssällskap (meglio noto come Råsunda IS o semplicemente Råsunda) è una società calcistica svedese con sede a Solna, municipalità dell'area urbana di Stoccolma. Disputa le proprie partite casalinghe allo Skytteholms IP.

## Storia
La polisportiva è stata formata nel 1912. Oggi l'unica sezione attiva è quella relativa al calcio, ma in passato erano attive anche sezioni di bandy (disciplina in cui il club vanta una presenza nella massima serie nel 1947) e floorball (massima serie nel 2003-2004 e nel 2005-2006), oltre a hockey su ghiaccio e nuoto.
Sin dalla sua fondazione, la squadra calcistica non ha mai raggiunto i campionati di vertice: il punto più alto è rappresentato dalle cinque partecipazioni al campionato di Division 2, che all'epoca era la seconda serie nazionale, nelle edizioni 1964, 1965, 1968, 1969 e 1971.
Kurt Hamrin, poi autore di 190 reti nella Serie A italiana, è transitato dal settore giovanile del Råsunda IS tra il 1947 e il 1948.